# Museo Zorrilla
El Museo Zorrilla se encuentra ubicado en la que fuera la casa de veraneo del poeta Juan Zorrilla de San Martín, en el barrio montevideano de Punta Carretas.
Resguarda documentos, pertenencias y mobiliario del poeta y cuenta con una sala de exposiciones temporarias en las que se realizan muestras de arte, ciclos de conciertos, lecturas y otras actividades culturales.

## Historia

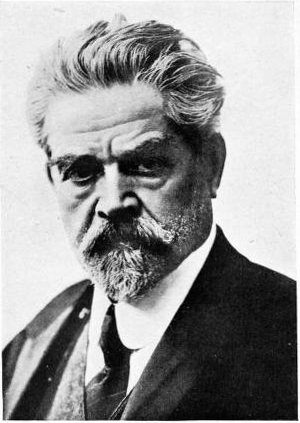
Juan Zorrilla de San Martín, ca. 1920

La casa, ubicada sobre la Rambla de Montevideo, fue concebida como casa de veraneo o fines de semana para el poeta Juan Zorrilla de San Martín y su familia quien residía en la Ciudad Vieja en la calle Rincón. Su construcción se realizó en dos etapas, la primera en 1904 cuando se construyeron algunas habitaciones y la torre y una ampliación realizada en 1921, en la que se agregaron el gran comedor con la chimenea que exhibe el escudo familiar con el lema “Velar se debe la vida de tal suerte que viva quede en la muerte” y en cuya pared norte se encuentra un mural pintado por José Luis Zorrilla de San Martín, hijo del poeta, quien también tuvo a su cargo el diseño de la ampliación.
Cuenta con una capilla consagrada a la Virgen del Carmen. El altar fue construido por alumnos de los talleres Don Bosco y obsequiado al poeta por los padres salesianos y cuenta con dos columnas de madera tallada doradas a la hoja provenientes de las Misiones Jesuíticas. La virgen se encuentra representada en una talla policromada española con corona de oro y plata, que fuera obsequio de Juan D. Jackson.
En el jardín, diseñado en 1921, se encuentran numerosas esculturas, así como una fuente y un banco de azulejos españoles.

## El museo
La casa pasó a ser propiedad del Estado en 1936, cinco años después de la muerte del poeta, y abrió sus puertas al público como museo bajo la denominación "Museo y Escuela Cívica Juan Zorrilla de San Martín" el 3 de noviembre de 1943. El 7 de agosto de 1975 la finca fue declarada patrimonio cultural.
En sus salones se exhiben los adornos y el mobiliario de la época, la biblioteca, documentos, archivos y objetos personales de Juan Zorrilla de San Martín, así como obras de arte de diversos artistas y esculturas de su hijo José Luis Zorrilla de San Martín.
De 1995 a 2013 el museo fue administrado por la Comisión de Amigos del Museo Zorrilla, que recuperó el lugar y construyó en 2001 una sala de exhibiciones anexa en la que se desarrollan exposiciones temporarias, ciclos de conciertos, lecturas, presentaciones, conferencias y diversas actividades culturales.
Actualmente el mismo integra el Sistema Nacional de Museos de Uruguay, dependiente de la Dirección Nacional de Cultura.